# Onthophagus liberianus
Onthophagus liberianus är en skalbaggsart som beskrevs av Lansberge 1883. Onthophagus liberianus ingår i släktet Onthophagus och familjen bladhorningar. Inga underarter finns listade i Catalogue of Life.